# Nightmare at Noon
Nightmare at Noon is een Amerikaanse film uit 1988, geregisseerd door Nico Mastorakis.

## Verhaal
In een klein stadje in de Verenigde Staten wordt per ongeluk door wetenschappers de watervoorziening vergiftigd. Echter gaan de bewoners er niet dood aan, maar veranderen in moordlustige maniakken. Ze doden elkaar en iedereen die door de stad komt.

## Rolverdeling
| Acteur         | Personage       |
| -------------- | --------------- |
| Wings Hauser   | Ken Griffiths   |
| Bo Hopkins     | Reilly          |
| George Kennedy | Sheriff Hanks   |
| Kimberly Beck  | Cheri Griffiths |
| Brion James    | The Albino      |

## Prijzen en nominaties
| Jaar | Prijs         | Categorie               | Genomineerde(n)         | Uitslag  |
| ---- | ------------- | ----------------------- | ----------------------- | -------- |
| 1988 | Fantafestival | Beste speciale effecten | Beste speciale effecten | Gewonnen |